# گیدداوا
گیدداوا (به لاتین: Giddawa) یک منطقهٔ مسکونی در سری‌لانکا است که در استان مرکزی (سری‌لانکا) واقع شده‌است.